# Bassozetus levistomatus
Bassozetus levistomatus är en fiskart som beskrevs av Machida, 1989. Bassozetus levistomatus ingår i släktet Bassozetus och familjen Ophidiidae. Inga underarter finns listade.